# Serrasalmus medinai
Espèce
Synonymes
- Serrasalmus medinae Ramírez, 1965[2]
- Serrasalmus medini Ramírez, 1965[2]

Serrasalmus medinai est une espèce de piranhas endémique du bassin de l'Orénoque au Venezuela. 

## Description
C'est un poisson très élancé, avec un long museau pointu en forme de « V ». Les spécimens adultes peuvent atteindre jusqu'à 20 cm. Les jeunes ont une coloration grisâtre, avec quelques marques rouges sur les écailles des branchies. Le corps est recouvert de petits points noirs qui disparaissent avec le temps, remplacés par des écailles argentées. Chez l'adulte la coloration rouge est bien visible sur les branchies et le ventre, ainsi que sur les nageoires anales et pectorales. Les yeux sont jaunes.

## Étymologie
Son nom spécifique, medinai, lui a été donné en l'honneur de Gonzalo Medina, responsable de la division de la faune et des ressources naturelles au ministère de l'agriculture et de l'élevage au Venezuela où cette espèce est endémique.